# ヘンリー・スケッフィントン (第3代マッセリーン伯爵)
第3代マッセリーン伯爵ヘンリー・スケッフィントン（英語: Henry Skeffington, 3rd Earl of Massereene、1744年 – 1811年6月12日）は、アイルランド王国出身の貴族、政治家。1768年から1800年までアイルランド庶民院議員を務めた。

## 生涯
初代マッセリーン伯爵クロットワーシー・スケッフィントンと2人目の妻アン（Anne、旧姓エア（Eyre）、1716年ごろ – 1805年5月20日、ヘンリー・エアの娘）の息子として、1744年に生まれた。ハーロー校で教育を受けた後、1761年3月11日にダブリン大学トリニティ・カレッジに入学した。
1768年から1797年までベルファスト選挙区の、1797年から1800年までアントリム・バラ選挙区の代表としてアイルランド庶民院議員を務めた。1792年にコーク県総督（Governor of County Cork）に任命され、1811年に死去するまで務めた。
1805年2月28日に兄クロットワーシーが死去すると、マッセリーン伯爵位を継承した。兄が遺言状で遺産のほとんどを2人目の妻エリザベスに与えたため、遺言状の有効性を裁判で争い、1808年10月と1809年3月の判決で無効とする判決を勝ち取ったが、エリザベスが上告を諦める代償として800ポンドの年金と1万5千ポンドの支払いを余儀なくされた。
1811年6月12日に生涯未婚のままメイフェアのサウス・ストリートで死去、弟チチェスターが爵位を継承した。